# 医妃难囚
《医妃难囚》（英語：Princess at Large），是一部2018-2020年中国大陆架空古装剧。本剧改编自枇杷花开的网络同名小说，共3輯，第一季于2018年11月5日在爱奇艺首播，由杨安琪、盛英豪领衔主演。第二季和第三季由陸怡璇、盛英豪领衔主演，並於2020年1月9日及2月27日在爱奇艺首播。

## 演员列表

### 主要演员
| 演員                | 角色                  | 介紹 |
| 杨安琪 (第一季)     | 纪纤云                | 醫院實習醫生/丞相府二小姐/冥王妃 意识超前的医校女生，誤翻古書，致穿越古地界，附身於二小姐，因故冒名頂替大小姐出嫁冥王府，於新婚新人交拜時，發現冥王挺著大肚，極為嫌棄，誓死不從。因冥王怪病，為不致最後成為“生殉”陪葬品，決定幫冥王治病，最後和冥王結為夫妻，回到現實。 |
| 陸怡璇 (第二至三季) | 兰若溪/紀嘉兒(現代名) | 現代醫學院學生，獨立自主、活潑樂觀，立志成為新時代的女性。一朝穿越結緣冥王，以紀纖雲的身份經歷了一段刻骨銘心的感情，卻無疾而終。二次魂穿變身醫女，眼看「前世」的戀人與自己形同陌路、醫女仕途多番受阻、又身受搆陷險成兩國交戰的犧牲品。                                  |
| 盛英豪 (第一至三季) | 亓凌霄                | 冥王 端庄凌厉的大人物王爷，因身患“怪疾”而问题百出，外冷内热，霸道卻不失温柔，因和紀纖云接觸後慢慢開始愛上她，與她結為夫妻，穿越時空。 |

### 其他演员
| 演員   | 角色   | 介紹                                                                             |
| 陈烁   | 明月   | 冥王的義妹，最後和端木寒在一起。                                                 |
| 李明源 | 端木寒 | 侍衛 冥王貼身侍衛，一直默默深愛明月，最後和明月在一起。                          |
| 高寒   | 顾西风 | 逍遙俠醫 冥王隨侍御醫，一直關照冥王，默默喜歡紀纖云，最後離開冥王府。            |
| 程伊多 | 紀欣妍 | 纖雲姐姐，因冥王身怪病，而下迷藥逼迫妹妹嫁入冥王府，最後痛改前非。               |
| 王美琪 | 闫倾城 | 楼赛国的公主，主动追求冥王，最终被冥王和王妃的爱情感动离开。                     |
| 吴蝶   | 独孤菲 | 皇后，因為了自己的孩兒，而用盡手段搶皇位，最後被宣剃髮為尼，但卻在房用白凌自刎。 |

## 电视原声带（第一季）
| 曲序 | 曲目             |            | 作曲   | 编曲   | 演唱           |
| ---- | ---------------- | ---------- | ------ | ------ | -------------- |
| 1.   | 钗头凤（片头曲） | 崔恕       | 羽田   | 羽田   | 黄龄           |
| 2.   | 愛難囚（片尾曲） | 崔恕       | 魯士郎 | 牛子健 | 魯士郎         |
| 3.   | 五味子（插曲）   | 九時用茶   | 方磊   | 方磊   | 董真           |
| 4.   | 小情話（插曲）   | 曉川       | 魯士郎 | 閔博俊 | 楊安琪、李明源 |
| 5.   | 似水流年（插曲） | 賈濤       | 賈濤   | 小斌   | 賈濤           |
| 6.   | 歸故鄉（插曲）   | 賈濤       | 賈濤   | 小斌   | 賈濤           |
| 7.   | 落花殤（插曲）   | 賈濤、胡成 | 賈濤   | 小斌   | 賈濤           |
| 8.   | 斷腸淚（插曲）   | 賈濤、胡成 | 賈濤   | 譚煒星 | 賈濤           |

## 电视原声带（第二季）
| 曲序 | 曲目                       |                  | 作曲       | 编曲        | 演唱           |
| ---- | -------------------------- | ---------------- | ---------- | ----------- | -------------- |
| 1.   | 望聞問切（片头曲）         | 崔恕             | 劉笑塵     | 劉笑塵      | 劉笑塵         |
| 2.   | 他她（片尾曲）             | 袁博、家明       | 袁博       | 張宗煒      | 章智捷         |
| 3.   | 記憶如夢（插曲）           | 賈濤、蘭宇、子格 | 賈濤、蘭宇 | Terence teo | 崔子格         |
| 4.   | 物是人非（插曲）           | 陶錚             | 賈濤       | 蘇芷楊      | 魯向卉         |
| 5.   | 所有的甜都與你有關（插曲） | 楊輝蜜           | 賈濤       | 凱盛        | 鄧詩韵         |
| 6.   | 小情話（插曲）             | 曉川             | 魯士郎     | 閔博俊      | 楊安琪、李明源 |
| 7.   | 似水流年（插曲）           | 賈濤             | 賈濤       | 小斌        | 賈濤           |
| 8.   | 歸故鄉（插曲）             | 賈濤             | 賈濤       | 小斌        | 賈濤           |
| 9.   | 落花殤（插曲）             | 賈濤、胡成       | 賈濤       | 小斌        | 賈濤           |

## 電視原聲帶（第三季）
| 曲序 | 曲目                       |                  | 作曲       | 编曲         | 演唱         |
| ---- | -------------------------- | ---------------- | ---------- | ------------ | ------------ |
| 1.   | 望聞問切（片头曲）         | 崔恕             | 劉笑塵     | 劉笑塵       | 于恬         |
| 2.   | 落緣訣（片尾曲）           | 陶錚             | 賈濤       | 呂宏斌、蘇珂 | 李行亮       |
| 3.   | 記憶如夢（插曲）           | 賈濤、蘭宇、子格 | 賈濤、蘭宇 | Terence teo  | 崔子格       |
| 4.   | 等歸燕（插曲）             | 鄭志煥           | 周富堅     | 王悅         | 魯士郎       |
| 5.   | 半夏夜（插曲）             | 王孜             | 賈濤       | 呂宏斌、蘇珂 | 陸怡璿、高陽 |
| 6.   | 他她（插曲）               | 袁博、家明       | 袁博       | 張宗煒       | 章智捷       |
| 7.   | 物是人非（插曲）           | 陶錚             | 賈濤       | 蘇芷楊       | 魯向卉       |
| 8.   | 落花殤（插曲）             | 賈濤、胡成       | 賈濤       | 小斌         | 賈濤         |
| 9.   | 似水流年（插曲）           | 賈濤             | 賈濤       | 小斌         | 賈濤         |
| 10.  | 愛難囚（片尾曲）           | 崔恕             | 魯士郎     | 牛子健       | 魯士郎       |
| 11.  | 所有的甜都與你有關（插曲） | 楊輝蜜           | 賈濤       | 凱盛         | 鄧詩韵       |
| 12.  | 幸福戀人（插曲）           | 賈濤             | 賈濤       | 方磊         | 鄧詩韵       |